# Jacob Peterson
Jacob Peterson, född 19 juli 1999, är en svensk professionell ishockeyspelare som spelar för Rögle BK i Svenska Hockeyligan (SHL). Peterson draftades i femte rundan som 132:a totalt av Dallas Stars i NHL Entry Draft 2017. Han har tidigare spelat för Stars och San Jose Sharks i NHL samt för Frölunda HC och Färjestad BK i SHL.

## Statistik

### Klubbkarriär
| 2014–15    | HC Lidköping       | Div.3      | 13  | 9  | 12 | 21 | 6  | —  | — | — | —  | —  |
| 2015–16    | Frölunda HC        | J18        | 19  | 8  | 12 | 20 | 12 | —  | — | — | —  | —  |
| 2015–16    | Frölunda HC        | J18 Allsv  | 14  | 5  | 1  | 6  | 8  | 6  | 0 | 1 | 1  | 4  |
| 2016–17    | Frölunda HC        | J20        | 44  | 15 | 12 | 27 | 8  | 5  | 0 | 0 | 0  | 0  |
| 2017–18    | Frölunda HC        | J20        | 33  | 13 | 21 | 34 | 26 | 2  | 1 | 2 | 3  | 0  |
| 2017–18    | Frölunda HC        | SHL        | 9   | 0  | 0  | 0  | 0  | —  | — | — | —  | —  |
| 2017–18    | IF Björklöven      | Allsv      | 10  | 3  | 2  | 5  | 2  | 5  | 1 | 1 | 2  | 4  |
| 2018–19    | IF Björklöven      | Allsv      | 49  | 14 | 13 | 27 | 16 | —  | — | — | —  | —  |
| 2018–19    | Frölunda HC        | SHL        | 2   | 0  | 2  | 2  | 2  | 16 | 4 | 4 | 8  | 10 |
| 2019–20    | Frölunda HC        | SHL        | 43  | 5  | 11 | 16 | 12 | —  | — | — | —  | —  |
| 2020–21    | Färjestad BK       | SHL        | 46  | 14 | 19 | 33 | 14 | 6  | 1 | 1 | 2  | 0  |
| 2021–22    | Dallas Stars       | NHL        | 65  | 12 | 5  | 17 | 12 | 3  | 0 | 0 | 0  | 0  |
| 2021–22    | Texas Stars        | AHL        | 6   | 2  | 3  | 5  | 6  | —  | — | — | —  | —  |
| 2022–23    | Dallas Stars       | NHL        | 1   | 0  | 0  | 0  | 0  | —  | — | — | —  | —  |
| 2022–23    | Texas Stars        | AHL        | 44  | 13 | 13 | 26 | 22 | —  | — | — | —  | —  |
| 2022–23    | San Jose Barracuda | AHL        | 8   | 1  | 5  | 6  | 4  | —  | — | — | —  | —  |
| 2022–23    | San Jose Sharks    | NHL        | 11  | 2  | 6  | 8  | 4  | —  | — | — | —  | —  |
| 2023–24    | San Jose Barracuda | AHL        | 40  | 9  | 13 | 22 | 10 | —  | — | — | —  | —  |
| 2023–24    | San Jose Sharks    | NHL        | 6   | 0  | 0  | 0  | 2  | —  | — | — | —  | —  |
| SHL totalt | SHL totalt         | SHL totalt | 100 | 19 | 32 | 51 | 28 | 22 | 5 | 5 | 10 | 10 |
| NHL totalt | NHL totalt         | NHL totalt | 83  | 14 | 11 | 25 | 18 | 3  | 0 | 0 | 0  | 0  |

### Internationellt
| År            | Lag           | Turnering     | Resultat      |   | Matcher | Mål | Assist | Poäng | Utv |
| ------------- | ------------- | ------------- | ------------- | - | ------- | --- | ------ | ----- | --- |
| 2017          | Sverige       | U18           | 4:a           | 7 | 1       | 1   | 2      | 2     |     |
| 2022          | Sverige       | VM            | 6:a           | 5 | 2       | 3   | 5      | 0     |     |
| Junior totalt | Junior totalt | Junior totalt | Junior totalt | 7 | 1       | 1   | 2      | 2     |     |
| Senior totalt | Senior totalt | Senior totalt | Senior totalt | 5 | 2       | 3   | 5      | 0     |     |